# Anthus leucophrys
Anthus leucophrys là một loài chim trong họ Motacillidae.